# ادینا (میزوری)
ادینا (به انگلیسی: Edina) یک شهر در ایالات متحده آمریکا است که در شهرستان ناکس، میزوری واقع شده‌است. ادینا ۳٫۴۲ کیلومتر مربع مساحت و ۱٬۱۷۶ نفر جمعیت دارد و ۲۴۸ متر بالاتر از سطح دریا قرار دارد.